# Lorenzo Pirola
Lorenzo Pirola (Carate Brianza, Lombardía, Italia, 20 de febrero de 2002) es un futbolista italiano que juega en la demarcación de defensa para el Olympiacos F. C. de la Superliga de Grecia.

## Biografía
Empezó a formarse como futbolista en varios equipos italianos hasta que en 2015 aterrizó en el Inter de Milán, donde estuvo formándose durante cinco años, hasta que finalmente el 16 de julio de 2020 debutó con el primer equipo en un partido de la Serie A contra el S.P.A.L., partido en el que sustituyó a Antonio Candreva en el minuto 79 y que finalizó con un resultado de 0-4 a favor del combinado milanés. De cara a la temporada 2020-21 fue cedido a la A. C. Monza. Estuvo un segundo año en este equipo antes de militar un par de temporadas en la U. S. Salernitana, con la que compitió en la Serie A.
En julio de 2024 fichó por el Olympiacos F. C.

## Clubes
| Club                   | País   | Año       | Partidos | Goles |
| ---------------------- | ------ | --------- | -------- | ----- |
| Inter de Milán         | Italia | 2020      | 1        | 0     |
| A. C. Monza (cedido)   | Italia | 2020-2022 | 30       | 0     |
| U. S. Salernitana 1919 | Italia | 2022-2024 | 56       | 3     |
| Olympiacos F. C.       | Grecia | 2024-     | 33       | 0     |

## Palmarés

### Títulos nacionales
| Título              | Club             | País   | Año  |
| ------------------- | ---------------- | ------ | ---- |
| Superliga de Grecia | Olympiacos F. C. | Grecia | 2025 |
| Copa de Grecia      | Olympiacos F. C. | Grecia | 2025 |